# El Molino
El Molino là một khu tự quản thuộc tỉnh La Guajira, Colombia. Thủ phủ của khu tự quản El Molino đóng tại El Molino Khu tự quản El Molino có diện tích 174 ki lô mét vuông. Đến thời điểm ngày 28 tháng 5 năm 2005, khu tự quản El Molino có dân số 5151 người.